# Campeonato Mundial de Ciclismo en Grava de 2027
El VI Campeonato Mundial de Ciclismo en Grava se celebrará en Alta Saboya (Francia) en el año 2027 bajo la organización de la Unión Ciclista Internacional (UCI) y la Federación Francesa de Ciclismo.